# Prototype (1983)
Prototype (br: O Protótipo) é um filme de ficção científica feito para a televisão, de 1983. Roteiro de Richard Levinson William Link, música de Billy Goldenberg. No Brasil chegou a ser exibido pela TV Record.

## Enredo
Michael (David Morse) é um inteligente androide recentemente desenvolvido por uma equipe de cientistas de um laboratório de pesquisas do governo, liderada pelo Dr. Carl Forrester (Christopher Plummer). Depois de cinco anos de pesquisas, a equipe percebe que criou a sua máquina perfeita, que poderá se passar como um ser humano. Trata-se do Protótipo 2VR, que passou a ser conhecido como Michael Smith. O governo torna-se muito interessado em usar Michael como um protótipo para um novo tipo de soldado, mas Michael demonstra ter outros planos.

## Elenco
| Atores/Atrizes      | Personagens         |
| ------------------- | ------------------- |
| David Morse         | Michael             |
| Christopher Plummer | Dr. Carl Forrester  |
| Ed Call             | Guarda de Segurança |
| Doran Clark         | Chris               |
| Stephen Elliott     | Dr. Arthur Jarrett  |
| Arthur Hill         | General Keating     |
| Richard Kuss        | Harris              |
| Pat McNamara        | Governante          |
| Arthur Miller       | Ator                |
| Alley Mills         | Dra. Rebecca Bishop |
| Frances Sternhagen  | Dorothy Forrester   |
| James Sutorius      | Dr. Gene Pressman   |